# Dorfkirche Rosenwinkel

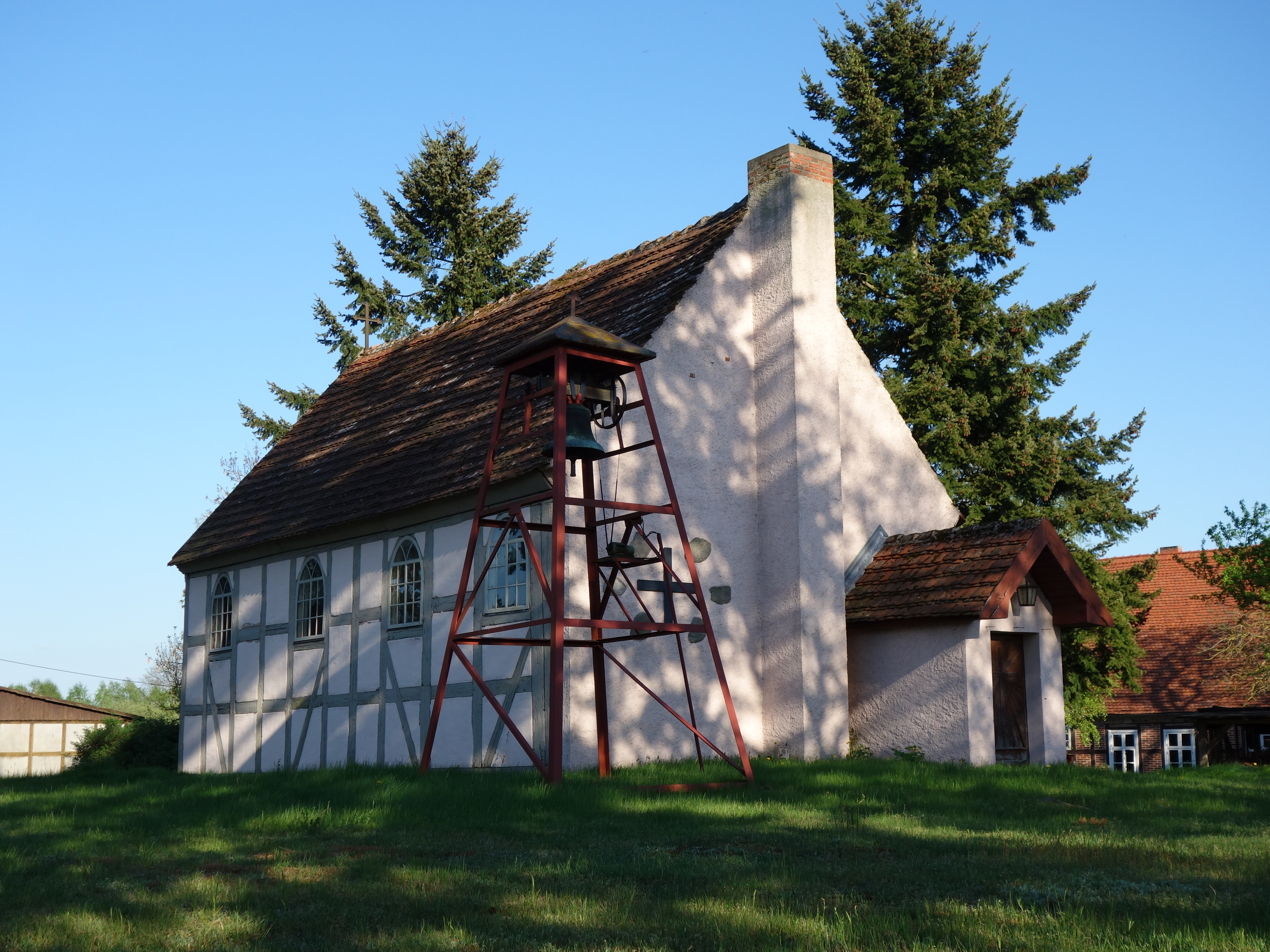
Dorfkirche Rosenwinkel

Die evangelische Dorfkirche Rosenwinkel ist eine Saalkirche in Rosenwinkel, einem Ortsteil der Gemeinde Heiligengrabe im brandenburgischen Landkreis Ostprignitz-Ruppin. Die Kirchengemeinde gehört dem Pfarrsprengel Jäglitz-Nadelbach im Kirchenkreis Prignitz der Evangelischen Kirche Berlin-Brandenburg-schlesische Oberlausitz an. Das Gebäude steht unter Denkmalschutz.

## Baubeschreibung
Das Kirchengebäude steht im Ortskern von Rosenwinkel an der Anschrift Dorfstraße 16. Es handelt sich um einen rechteckigen Fachwerkbau, der im Jahr 1666 errichtet wurde. Nach dem Abriss des Turms im Jahr 1987 wurde der Westgiebel verputzt. In den hochsitzenden rundbogigen Fenstern sind zehn Kabinettscheiben zu sehen, von denen die ältesten aus dem Jahr 1657 stammen. Zu den Ausstattungsmerkmalen der Kirche gehört ein Kanzelaltar mit geschnitzten Rocaillewangen und Altarschranken, der um das Jahr 1760 entstanden ist. Außerdem gibt es eine hölzerne Taufe in Form eines Säulenstumpfs, die um das Jahr 1800 gefertigt wurde.